# Polizeiliche Kriminalstatistik (Schweiz)
Die Polizeiliche Kriminalstatistik (PKS) in der Schweiz gibt Auskunft über Umfang, Struktur und Entwicklung polizeilich registrierter Straftaten sowie über beschuldigte und geschädigte Personen. 
Das Bundesamt für Statistik veröffentlicht diese jährlich aufgrund der Angaben der Kantonalen Polizeibehörden. Damit handelt es sich um eine Anzeigestatistik. Für die beschuldigten Personen gilt bis zu einer rechtskräftigen Verurteilung weiterhin die Unschuldsvermutung.